# La storia della Arcana Famiglia
La storia della Arcana Famiglia (アルカナ・ファミリア?) è una visual novel giapponese sviluppata dalla HuneX e pubblicata dalla Comfort il 27 ottobre 2011 per PlayStation Portable. Il videogioco è stato adattato in una serie televisiva anime dallo stesso nome, trasmessa a partire dal 1º luglio 2012 fino al 16 settembre dello stesso anno..
Una side story intitolata Arcana Famiglia: Yūreisen no Majutsushi (アルカナ・ファミリア 幽霊船の魔術師?) è stata pubblicata il 21 giugno 2012 con due nuovi protagonisti: Ash e Joshua.
Nel 2013 è uscita una seconda edizione del gioco intitolata "Arcana Famiglia 2" e una light novel.

## Trama
L'anime, tratto da un videogioco, narra la storia dell'Arcana Famiglia, un'organizzazione che possiede misteriosi poteri, impiegati al fine di proteggere dai pirati una piccola isola del Mediterraneo chiamata 'Regalo', oltre che dalle invasioni straniere e da ogni sorta di altra inaspettata minaccia.
La Famiglia è composta da giovani che hanno fatto una sorta di contratto o patto con una delle carte dei Tarocchi chiamate Arcani maggiori e, a seguito della carta scelta come protettrice han ricevuto da essa certe speciali abilità.
Alla sua festa di compleanno il capofamiglia, colui che viene chiamato anche "Papà", ha deciso che è giunta per lui l'ora di andare in pensione; per decidere chi sarà più degno a succedergli nella carica indice una competizione aperta a tutti i membri e che si svolgerà fra due mesi: al vincitore verrà inoltre data in moglie la sua unica figlia, Felicità, e potrà farsi esaudire un desiderio.
Ma la stessa Felicità, che non è affatto d'accordo sul fatto di doversi sposare forzatamente, combatterà nella competizione per poter aver la possibilità di scegliere liberamente la propria strada. Verrà affiancata nell'impresa dai coetanei amici e colleghi, nonché innamorati, Nova e Libertà.
La vicenda segue soprattutto gli avvenimenti quotidiani che accadono ai tre ragazzi, i loro rapporti reciproci e con gli altri membri della Famiglia, ed il superamento dei vari traumi psicologici che celano serrati nel loro passato.

## Personaggi

### Membri dell'Arcana Famiglia
- Felicità (フェリチータ?, Ferichita)

Doppiata da Mamiko Noto (drama CD, anime)
16 anni, si tratta dell'unica figlia del capo dell'Arcana Famiglia: leader della tecnica della Spada nonché protagonista del gioco. Una ragazza determinata sebbene molte volte impotente. Partecipa all'Arcana Duello per "scegliere la propria strada", ma purtroppo non è ancora in grado di controllare alla perfezione il suo potere di leggere all'interno dei cuori altrui. Possiede il potere donatogli dal contratto stipulato dalla carta numero 6 dei tarocchi, Gli Amanti (sul petto) e numero 10 La Ruota della Fortuna (sulla schiena): la sua arma sono due coltelli.
Felicità è amica d'infanzia di Nova, nonché sua cugina per via paterna, ed instaura subito un buon rapporto anche con un altro ragazzo, Libertà. Desidera conoscere più a fondo i membri della famiglia, cioè dell'organizzazione; la maggior parte dei membri la chiama Ojō-sama" ( お嬢様-signorina).
- Libertà (リベルタ?, Riberuta)

Doppiato da Jun Fukuyama
18 anni, membro dell'Intelligence e assistente di Dante, da quando è stato raccolto da questi in un orfanotrofio (nell'anime) dove veniva maltrattato e portato via con sé. Un ragazzo apparentemente allegro e spensierato, col brutto vizio di cacciarsi spesso e volentieri nei guai, ogni qualvolta c'è un problema. Secondo Nova i suoi veri genitori erano membri o imparentati con la Famiglia, in quanto non ricorda di aver stipulato l'accordo con la sua carta: la sua arma è una sciabola.
Il suo potere gli è dato dalla carta de Il Matto (tatuato sulla fronte), capace di realizzare qualunque desiderio semplicemente esprimendolo a parole; ma questo risulta anche essere un potere molto pericoloso se non è controllato con estrema cura. Dante per tal motivo gli sigillò (quand'era ancora un bambino) la memoria, con l'intenzione di ripristinargliela non appena sarebbe stato capace - abbastanza forte - da accettarne i fatti e le conseguenze: Libertà però rischia ad ogni momento di riacquistar la memoria prima d'esserne del tutto pronto.
- Nova (ノヴァ?)

Doppiato da Tsubasa Yonaga
15 anni, molto affezionato a Felicità, sua cugina e promessa sposa, in quanto stretti da un legame d'amicizia e vicinanza molto profondo - sebbene la tratti a volte in modo freddo e distaccato -; è l'unico a chiamarla col nomignolo 'Fel'. Capo della squadra di difesa, litiga spesso con Libertà a causa dei loro caratteri opposti. Definito Capitano del Santo Graal: la sua arma è una katana giapponese.
I suoi genitori pensavano di uccidere Mondo e Sumire per ottenere il controllo di Regalo e prenderne il posto, ma egli volendo a tutti i costi fermarli, prima ancora che potesse accorgersene utilizzò il potere datogli dalla carta numero 13 corrispondente a La Morte (il cui simbolo ha tatuato dietro al collo), in grado di far cadere in un sonno perenne, e poi ne perse il controllo. Per questo i suoi genitori giacciono addormentati da anni. Ha i capelli e gli occhi d'un colore blu scuro.
- Debito (デビト?)

Doppiato da Hiroyuki Yoshino
23 anni, responsabile del casinò e delle entrate della Famiglia, è infatti un acerrimo giocatore d'azzardo e un donnaiolo incallito che conosce per nome tutte le donne dell'isola, anche se rifiuta di legarsi seriamente a qualcuna: porta i capelli pettinati all'indietro come un dandy. Chiama Felicità col nome italiano di 'Bambina'. Usa due pistole come arma.
Al posto dell'occhio destro, che tiene perennemente bendato con una fascia nera, ha un'ametista per il controllo del suo potere Arcana, impiantatogli da Jolly quand'era ancora un bambino: il suo potere gli è dato dalla carta numero 9, quella de L'Eremita (tatuata sulla caviglia sinistra) che lo rende invisibile.
- Pace (パーチェ?)

Doppiato da Tomokazu Sugita
25 anni, responsabile del Club è il goloso della Famiglia e il suo piatto preferito sono le lasagne, il suo potere Arcana è La Forza, la carta numero undici che ha tatuata sulla mano destra: combatte a mani nude.
- Luca (ルカ?, Ruka)

Doppiato da Yūichi Nakamura
29 anni, inserviente, tutore e maggiordomo personale di Felicità - di cui s'è preso cura fin da quando era una bambina -, nonché per qualcuno responsabile della carenza di femminilità della ragazza. La sua carta è la numero quattordici, quella de La Temperanza, che ha tatuata sulla lingua: per combattere usa l'alchimia e la sua arma è un piccolo pugnale.
Molto esperto in tutte le faccende domestiche, compresa la cucina. Lui, Debito e Pace son vecchi amici d'infanzia; è allievo e figlio di Jolly. A volte sembra che gli piaccia Felicità come un innamorato. Ha sempre un cappello a falde larghe in capo. Alla fine del manga Luca e Felicità confessano il proprio amore per l'un l'altro.
- Dante (ダンテ?)

Doppiato da Jūrōta Kosugi
38 anni, braccio destro di Mondo e capo delle attività portuali; è un tipo che ama raccontare battute anche se alla fine nessuno le comprende. Salvò Libertà nelle Terre del Nord, da un laboratorio di ricerche e da lì scoprì i suoi poteri arcani. Rappresenta per Libertà una figura paterna.
Il suo potere Arcano gli è dato dalla carta numero quattro, quella de L'Imperatore, che ha tatuata sulla parte sinistra della testa: la sua arma è un bazooka. Ha la capacità di rimuovere e manipolare i ricordi; è un ex-pirata, una delle persone più affidabili della Famiglia, il che lo ha reso molto popolare tra la popolazione dell'isola. Ha una testa calva che luccica al sole.
- Jolly (ジョーリィ?, Jōrī)

Doppiato da Kōji Yusa
Braccio destro di Mondo, il suo è il 2º grado più importante nella gerarchia della Famiglia (è il Consigliere personale), di cui è membro da quando era un ragazzo; è un alchimista esperto nonché maestro di Luca (rispettato solo professionalmente), fu lui infatti a far stipulare gli accordi di Luca, Pace e Debito. In genere non si fa vedere di giorno, preferendo rimaner rintanato all'interno del suo laboratorio sotterraneo e indossa scuri occhiali da sole.
Il suo tarocco protettivo è quello numero diciotto corrispondente a La Luna, che ha tatuata sull'occhio destro: ha la capacità di tirar fuori a forza la memoria dalle persone - entrerà così dentro la mente di Felicità -, e di far luce nella notte (come accade nel episodio 10). A causa delle sue parole d azioni fredde ed insensibili, quasi tutti nell'isola lo evitano, come se fosse l'incarnazione dell'essere privo totalmente d'emozioni.
- Mondo (モンド?)

Doppiato da Fumihiko Tachiki
Conosciuto come Papà, leader della Famiglia e padre di Felicità. Il suo potere gli è dato dalla carta numero ventuno, quella de Il Mondo, che ha tatuata in fronte: si tratta del potere più forte ma anche di quello più pericoloso per la salute in quanto collega tutti gli altri (infatti sta spesso male).
Fondò la Famiglia e stipulò il contratto diversi anni prima gli avvenimenti narrati per difendere Regalo da un tentativo d'attacco.
- Sumire (スミレ?)

Doppiato da Kikuko Inoue
Mamma della Famiglia. Il suo potere è quello della carta numero venti, Il Giudizio Universale, che ha tatuato sulla mano sinistra: assume il ruolo di giudice durante le varie dispute che sorgono tra i membri della Famiglia.
- Elmo (エルモ?)

Doppiato da Misato Fukuen
Un bambino artificiale creato e allevato da Jolly.  Nonostante la sua giovane età, ha un contratto con La Torre.
- Donatella, Isabella e Mariella:

Cameriere della casa.

#### Personaggi di Yūreisen no Majutsushi
- Ash (アッシュ?, Asshu)

Doppiato da Nobuhiko Okamoto
Viene protetto dalla prima carta degli arcani maggiori, Il Bagatto o Mago.
- Joshua (ジョシュア?)

Doppiato da Yūji Ueda
Viene protetto dall'ottava carta degli arcani maggiori, La Giustizia.

### Personaggi di Arcana Famiglia 2
- Serafino (セラフィーノ?)
- Teo (テオ?)
- Vir (ウィル?, Wiru)
- Neve (ネーヴェ?)
- Agata (アガタ?)

## Musica
- Sigla d'apertura: Magenta Another Sky di Hitomi Harada.
- Sigla di chiusura: Pieces of Treasure di Jun Fukuyama & Tsubasa Yonaga